# Маршинцы
Ма́ршинцы (укр. Ма́ршинці, рум. Marșenița, Marșineți) — село в Новоселицкой городской общине Черновицкого района Черновицкой области Украины.
Расположено на левом берегу реки Прут.
Маршинцы начинаются сразу за Новоселицей. Село значительно застроено и напоминает городской район. Село находится в 30 км от Черновцов. Сразу за областным центром в направлении села располагаются молдавские поселения.

## История
Первое письменное упоминание об этом селе датируется 1611 годом. Местность с момента своего основания была частью Хотинской земли исторического Бессарабского региона Молдавского княжества.
По Бухарестскому мирному договору, подписанному 16/28 мая 1812 года между Российской империей и Османской империей, по завершении русско-турецкой войны 1806—1812 годов Россия оккупировала восточную территорию Молдовы между Прутом и Днестром, к которой она присоединила Хотинский уезд и Бессарабию, взятые у турок.
После объединения Бессарабии с Румынией 27 марта 1918 года село входило в состав Румынии. По переписи 1930 года насчитывалось 3931 человек, из которых 3710 румын, 105 русских, 86 евреев, 18 украинцев, 7 поляков и 5 немцев.
В результате пакта Риббентропа-Молотова (1939) Бессарабия, Северная Буковина и Область Герца были возвращены СССР 28 июня 1940 года. 2 августа 1940 года была создана Молдавская ССР, а Южная (румынские уезды Цитадель белая и Исмаил) и Северная (Хотинский уезд) части Бессарабии, а также Северная Буковина и Область Герца были присоединены к Украинской ССР. 7 августа 1940 года была создана Черновицкая область путем объединения северной части Буковины с Областью Герца и большей частью Хотинского уезда Бессарабии. В 1941—1944 годах эти территории снова были оккупированы Румынией. СССР вернул территории в 1944 году и интегрировал в состав Украинской ССР.
С 1991 года село Маршеница входило в состав Новоселицкого района Черновицкой области независимой Украины. В 2020 году вошло в состав Новоселицкой городской общины Черновицкого района

## Население и известные люди
В селе проживает более пяти тысяч человек.
Маршинцы стали широко известными одновременно со славой Софии Ротару. Здесь также родились эстрадные певицы Аурика Ротару и Лилия Сандулеса. Также уроженцами села являются музыкант народный артист УССР Георгий Агратина, Заслуженный тренер Украины по дзюдо — Георгий Васильевич Кирил.

## Экономика
Основная деятельность — сельское хозяйство. В Маршинцах есть небольшая птицефабрика, кафе, винный мини-завод и предприятие по производству полиэтиленовых пакетов «Ритм». Много жителей поехало на заработки за границу.

## Достопримечательности
Своеобразной местной памяткой Маршинцов является маленькая церковь. В 1710 году здесь была построена деревянная церковь, переделанная в 1858 году из кирпича.